# Cacodaphnella
Cacodaphnella é um gênero de gastrópodes pertencente a família Mangeliidae.

## Espécies
- Cacodaphnella delgada Pilsbry & Lowe, 1932